# Virac (Catanduanes)
Virac is een gemeente in de Filipijnse provincie Catanduanes op het gelijknamige eiland. De gemeente is de hoofdstad van de provincie. Bij de laatste census in 2007 had de gemeente bijna 65 duizend inwoners.

## Geografie

### Bestuurlijke indeling
Virac is onderverdeeld in de volgende 63 barangays:
| - Antipolo Del Norte - Antipolo Del Sur - Balite - Batag - Bigaa - Buenavista - Buyo - Cabihian - Calabnigan - Calampong - Calatagan Proper - Calatagan Tibang - Capilihan - Casoocan - Cavinitan - Concepcion - Constantino - Danicop - Dugui San Isidro - Dugui San Vicente - Dugui Too | - F. Tacorda Village - Francia - Gogon Centro - Gogon Sirangan - Hawan Grande - Hawan Ilaya - Hicming - Ibong Sapa - Igang - Juan M. Alberto - Lanao - Magnesia Del Norte - Magnesia Del Sur - Marcelo Alberto - Marilima - Pajo Baguio - Pajo San Isidro - Palnab Del Norte - Palnab Del Sur - Palta Big - Palta Salvacion | - Palta Small - Rawis - Salvacion - San Isidro Village - San Jose - San Juan - San Pablo - San Pedro - San Roque - San Vicente - Santa Cruz - Santa Elena - Santo Cristo - Santo Domingo - Santo Niño - Simamla - Sogod-Simamla - Sogod-Tibgao - Talisoy - Tubaon - Valencia |

## Demografie
Virac had bij de census van 2007 een inwoneraantal van 64.554 mensen. Dit zijn 7.487 mensen (13,1%) meer dan bij de vorige census van 2000. De gemiddelde jaarlijkse groei komt daarmee uit op 1,71%, hetgeen lager is dan het landelijk jaarlijks gemiddelde over deze periode (2,04%). Vergeleken met de census van 1995 is het aantal mensen met 14.642 (29,3%) toegenomen.

De bevolkingsdichtheid van Virac was ten tijde van de laatste census, met 64.554 inwoners op 152,4 km², 423,6 mensen per km².

## Geboren in Virac
- Rene Sarmiento (15 december 1953), jurist.